# Aconitum nanum
Aconitum nanum är en ranunkelväxtart som först beskrevs av Johann Christian Gottlob Baumgarten, och fick sitt nu gällande namn av Lajos von Simonkai. Aconitum nanum ingår i släktet stormhattar, och familjen ranunkelväxter. Inga underarter finns listade i Catalogue of Life.